# 朝倉運動公園
朝倉運動公園（あさくらうんどうこうえん）は、岐阜県不破郡垂井町にある都市公園（運動公園）である。様々な施設があり、多目的運動公園となっている。
体育館、テニスコート、野球場、プール、多目的グランドなどがある。
第67回国民体育大会（ぎふ清流国体）の時には、軟式野球の会場として使用された。

## 沿革
- 1976年（昭和51年）3月 ‐ 自由広場が完成する。
- 1978年（昭和53年）8月 ‐ 町民プールが完成する。
- 1979年（昭和54年）3月 ‐ 野球場と体育センターが完成する。
- 1979年（昭和54年）11月 ‐ 町民体育館が完成する。
- 1980年（昭和55年）11月 ‐ 第1テニスコートが完成する。
- 1988年（昭和63年）3月 ‐ 第2テニスコートが完成する。
- 1991年（平成3年）3月 ‐ 自由広場が完成する。
- 1993年（平成5年）3月 ‐ 多目的グランドが完成する。
- 1998年（平成10年）3月 ‐ スポーツグランドが完成する。
- 1999年（平成11年）3月 ‐ 体育センターの大規模改修が完了する。
- 2008年（平成20年）3月 ‐ 第3テニスコートが完成する。
- 2012年（平成24年）9月29日〜10月9日 ‐ 第67回国民体育大会（ぎふ清流国体）の軟式野球がこの公園で行われる。
- 2014年（平成26年）3月 ‐ 第2テニスコートの改修が完了する。

## 施設概要
- 体育館、テニスコート（壁打ち除く）、プール、体育センター、野球場、スポーツグラウンド、多目的グラウンド、自由広場・集いの広場（共にバーベキュー台のみ）、セミナーハウスを利用する場合は使用料が必要である。詳細は 公式ホームページ（料金表） を参照。

### 町民体育館
使用できる主な種目
- バスケットボール ：2面
- バレーボール： 2面
- バドミントン ：6面
- ソフトバレー： 6面
- 卓球： 12面

[面積：1,416m2（一階  ステージ+競技場）/98m2（二階  観客席）]

### テニスコート
全て軟式、硬式両用
- 第1コート（グリーンサンドコート）
  - 競技場（2面）
  - 壁打ち（1面）

[面積：1,470m2]
- 第2コート（全天候型砂入り人工芝）
  - 競技場（3面）
  - 壁打ち（1面）

※観客席、照明設備有り

[面積：3,167m2]
- 第3コート（全天候型砂入り人工芝）
  - 競技場（3面）

[面積：3,922m2]

### 町民プール
- 大プール：50m/水深1.2〜1.5m（9コース）
- 子供プール：20m/水深0.2〜1.0m
- 幼児プール：楕円型/水深0.4〜0.6m
- 幼児プール：半円型/水深0.3〜0.4m
- 流水スライダー：2コース

[面積：4,400m2]

### 体育センター
設備
- トレーニング室
- 剣道場/柔道場（1面）
  - 卓球場として使用可能（5面）
- 会議室
- 事務室

[面積：478.66m2（1階）/515.6m2（2階）]

### 野球場
- 両翼：92m
- 中堅：110m

[面積：10,500m2]

設備
- 照明灯（6基）
- ダッグアウト
- スコアボード
- 本部席（1、2階）
- 観覧席

### スポーツグラウンド
使用できる主な種目
- 少年野球：1面
- ソフトボール：1面

[面積：7,399m2]

### 多目的グラウンド
- 400mトラック設営可能

使用できる主な種目
- 陸上競技全般可能
- サッカー（一般）：1面
- サッカー（少年）：2面
- ソフトボール：2面

[面積：18,861m2]

### 自由広場
バーベキューやキャンプ、軽スポーツなどができる。その他、観桜や紅葉狩りも楽しめる。バーベキュー台を使用しなければ、無料で利用できる。
- バーベキュー台：8人掛け×2
- 調理・流し台

[面積：7,390m2]

### 集いの広場・わいわい広場
集いの広場にも自由広場と同じようなバーベキュー台が設置されている。こちらも上記同様バーベキュー台を使用しなければ、無料である。

### 芝生広場
- 園路：1周=400m
- ジャンボ滑り台（全長50m）
- トレーニング器具
- 遊具

[面積：13,500m2]

### 小遊園地
小さな子供向けの遊具

### 温泉スタンド

#### あさくら温泉
- 泉質：アルカリ性単純温泉（低張性アルカリ性低温泉）
- 効能：神経痛、筋肉痛、関節痛、五十肩、運動麻痺、関節のこわばり、うちみ、くじき、慢性消化器病、痔疾、冷え症、病後回復期、疲労回復、健康増進
- 源泉温度：25.1℃
  - かなり温度が低いが、お湯6：温泉1で温めれば入浴にはちょうどよい。追い焚きは風呂釜を傷める可能性があるのでしないほうがよい。

### セミナーハウス
- 和室
- 研修室
- ホール

## アクセス
- 名神高速道路
  - 関ヶ原ICより8分
  - 大垣ICより30分
- 東海環状自動車道
  - 大垣西ICより14分
- JR東海東海道本線垂井駅より
  - 徒歩30分
  - 車5分
  - 垂井町巡回バス（垂井・宮代・表佐線）「朝倉運動公園」で下車

## 周辺
- 真禅院
- 不破高等学校
- 南宮大社
- 垂井一里塚 / 浅野幸長陣跡